# Saint-Pryvé-Saint-Mesmin
Saint-Pryvé-Saint-Mesmin je francouzská obec v departementu Loiret v regionu Centre-Val de Loire. V roce 2012 zde žilo 5 223 obyvatel. Obec je součástí aglomerace města Orléans.

## Sousední obce
Chaingy, La Chapelle-Saint-Mesmin, Mareau-aux-Prés, Olivet, Orléans, Saint-Hilaire-Saint-Mesmin, Saint-Jean-de-la-Ruelle

## Vývoj počtu obyvatel
Počet obyvatel